# Mickey's Ultimate Challenge
Mickey's Ultimate Challenge, es un juego de lógica para Super NES, Game Boy, Sega Mega Drive, Sega Master System y Game Gear. La versión de Master System, lanzada en 1998, fue la última. Todas las demás versiones se publicaron en 1994.